# Phil Johnston
Phil Johnston es un guionista y director de animación estadounidense, más conocido por su trabajo en películas de Walt Disney Animation Studios, donde coescribió las películas animadas Zootopia y Wreck-It Ralph .

## Carrera

### Wreck-It Ralph
Johnston fue contratado por Walt Disney Animation Studios, para escribir con Jennifer Lee la película animada Wreck-It Ralph, cuya temática transcurre en el mundo de los videojuegos. La película fue dirigida por Rich Moore y protagonizada por John C. Reilly, Sarah Silverman, Jack McBrayer y Jane Lynch y se convirtió en un éxito de taquilla .

### Zootopia
En el 2016, se estrenó Zootopia, película que escribió con Jared Bush, cuya temática gira en torno a un mundo poblado de animales. La película fue de las más taquilleras del año y recibió aclamaciones de la crítica .

### Wreck-It Ralph 2
El 5 de julio de 2016, Disney anuncio la secuela de Wreck-It Ralph, para el 2018. La cual será coescrita por Johnston y marcara su debut como director.

## Filmografía
| Año  | Película                  | Director | Guionista | Notas                    |
| ---- | ------------------------- | -------- | --------- | ------------------------ |
| 2012 | Wreck-It Ralph            | No       | Sí        | Escrita con Jennifer Lee |
| 2016 | Zootopia                  | No       | Sí        | Escrita con Jared Bush   |
| 2016 | Grimsby                   | No       | Sí        |                          |
| 2018 | Ralph Breaks the Internet | Sí       | Sí        |                          |

## Vida personal
En 1999 se casó con Jill Cordes, con quien tiene dos hijos.

## Premios y nominaciones
Premios Óscar
| Año  | Categoría                   | Película                  | Resultado |
| ---- | --------------------------- | ------------------------- | --------- |
| 2019 | Mejor película de animación | Ralph Breaks the Internet | Nominado  |